# Jacques Monnot
Pour les articles homonymes, voir Monnot.
Jacques François Charles Monnot, né le 21 juillet 1743 à Quingey, et mort le 21 mai 1825  à Chenecey-Buillon (Doubs), est un homme politique français, député sous la période révolutionnaire et maire de Besançon.

## Biographie
Chanoine, président du département, il est élu député à l'Assemblée législative le 29 août 1791. Réélu à la Convention le 5 septembre 1792, il vote la mort de Louis XVI.
Réélu aux Conseil des Cinq-Cents en 1795, il se spécialise dans les questions financières.
Sous le Consulat, il est nommé conservateur de bois et forêts à Besançon puis receveur général du département du Doubs.
Le 18 avril 1815, il est nommé maire de Besançon par Napoléon Ier.
Exilé en tant que régicide par la loi du 12 janvier 1816, il rentre à Besançon en 1819.

## Sources
- « Jacques Monnot », dans Adolphe Robert et Gaston Cougny, Dictionnaire des parlementaires français, Edgar Bourloton, 1889-1891 [détail de l’édition]